# شون أوبراين (ركوب الأمواج)
شون أوبراين (بالإنجليزية: Sean O'Brien)‏ هو ركوب الأمواج ‏ أسترالي، ولد في 6 يناير 1984 في بريزبان في أستراليا.